# Miến Điện sau độc lập, 1948–1962
Trong những năm đầu tiên của thời hậu độc lập Miến Điện, cuộc nổi dậy của Đảng Cộng đỏ do Thakin Soe, các Cờ Cộng trắng do Thakin Than Tun, Yèbaw Hpyu (Đảng trắng PVO) do Bo La Yaung, một thành viên của Ba mươi đồng chí, phiến quân quân đội tự xưng là Quân đội Miến Điện Cách mạng (RBA) do các sĩ quan cộng sản Bo Zeya, Bo Yan Aung và Bo Yè Htut - cả ba thành viên của Ba mươi đồng chí, Arakan, và Liên minh Quốc gia Karen (KNU) lãnh đạo.
Vùng sâu vùng xa ở miền bắc Miến Điện đã nhiều năm được kiểm soát bởi một đội quân của lực lượng Quốc dân Đảng (KMT) sau khi chiến thắng Cộng sản ở Trung Quốc vào năm 1949. Miến Điện chấp nhận viện trợ nước ngoài trong xây dựng lại đất nước trong những năm đầu, nhưng vẫn tiếp tục Mỹ hỗ trợ cho Trung Quốc hiện diện quân sự quốc gia ở Miến Điện cuối cùng dẫn đến việc nước từ chối hầu hết viện trợ nước ngoài, từ chối tham gia Tổ chức Hiệp ước Đông Nam Á (SEATO) và hỗ trợ Hội nghị Á-Phi năm 1955. Miến Điện nói chung phấn đấu trở thành vô tư trong tình hình thế giới và là một trong của các quốc gia đầu tiên trên thế giới công nhận Israel và Cộng hòa Nhân dân Trung Hoa.
Đến năm 1958, đất nước chủ yếu bắt đầu phục hồi kinh tế, nhưng bắt đầu sụp đổ về mặt chính trị do sự chia rẽ trong Liên minh Tự do Nhân dân chống Phát xít (AFPFL) thành hai phe, một phe do Thakins Nu và Tin lãnh, phe kia do Ba lãnh đạo Swe và Kyaw Nyein. Và điều này bất chấp thành công bất ngờ của lời đề nghị "vũ khí vì Dân chủ" của U Nu được U Seinda đưa ra ở Arakan, Pa-o, một số nhóm Mon và Shan, nhưng đáng kể hơn là PVO từ bỏ vũ khí của học. Tình hình trở nên rất bất ổn trong quốc hội, với việc U Nu sống sót sau cuộc bỏ phiếu bất tín nhiệm chỉ với sự hỗ trợ của Mặt trận Thống nhất Quốc gia đối lập (NUF), được cho là có "cộng sản tiền điện tử" trong số họ.
Các nhà cứng rắn quân đội giờ đây đã chứng kiến "mối đe dọa" của CPB sắp đạt được thỏa thuận với U Nu thông qua NUF, và cuối cùng, U Nu "mời" Tổng tham mưu trưởng quân đội Ne Win tiếp quản đất nước. Hơn 400 "cảm tình viên cộng sản" đã bị bắt, trong đó 153 người bị trục xuất đến Quần đảo Coco ở Biển Andaman. Trong số đó có lãnh đạo NUF Aung Than, anh trai của Aung San. Botahtaung, Kyemon và Rangoon hàng ngày cũng bị đóng cửa.
Chính phủ chăm sóc của Ne Win đã ổn định thành công tình hình và mở đường cho cuộc tổng tuyển cử mới vào năm 1960 đã trả lại cho Đảng Liên minh của U Nu với đa số lớn. Tình hình không ổn định được lâu, khi Phong trào Liên bang Shan, do Nyaung Shwe Sawbwa Sao Shwe Thaik (Tổng thống đầu tiên của Miến Điện độc lập 1948-52) khởi xướng và được coi là một liên đoàn "lỏng lẻo", được coi là một phong trào ly khai khăng khăng đòi chính phủ tôn vinh quyền ly khai trong 10 năm theo quy định của Hiến pháp năm 1947.
Ne Win đã thành công trong việc tước bỏ Shan Sawbwas về quyền lực phong kiến của họ để đổi lấy tiền trợ cấp thoải mái cho cuộc sống vào năm 1959. Ông đã tổ chức cuộc đảo chính năm 1962 vào ngày 2 tháng 3 năm 1962, bắt U Nu, Sao Shwe Thaik và một số người khác, và tuyên bố một "nhà nước xã hội chủ nghĩa" được điều hành bởi một "Hội đồng Cách mạng Liên minh" gồm các sĩ quan quân đội cao cấp. Con trai của Sao Shwe Thaik, Sao Mye Thaik, đã bị bắn chết trong cuộc đảo chính thường được mô tả là một cuộc đảo chính không đổ máu. Thibaw Sawbwa Sao Kya Seng cũng biến mất một cách bí ẩn sau khi bị chặn lại tại một trạm kiểm soát gần Taunggyi.